# کامشکوفو
شهر کامشکوفو (به روسی: Камешково) در کشور روسیه و در اوبلاست ولادیمیر واقع شده‌است.